# Justyna Bacz
Justyna Bacz (ur. 1962) – polska piosenkarka, lingwistka, autorka tekstów i przekładów piosenek z j. francuskiego i rosyjskiego, autorka koncertów-spektakli poświęconych piosence francuskiej.

## Życiorys
Jest absolwentką Instytutu Lingwistyki Stosowanej Uniwersytetu Warszawskiego. Uczestniczyła w warsztatach wokalnych Studia Piosenki przy klubach studenckich „Hybrydy” oraz „Remont” w Warszawie, ukończyła warsztaty piosenkarskie w krakowskim „Pałacu pod Baranami”, następnie kontynuowała naukę śpiewu i gry na gitarze w ramach zajęć indywidualnych. 
W latach 1990–1995 współpracowała z Teatrem Ludowym w Krakowie, w latach 1997–2001  z Teatrem GO w Warszawie, przez wiele lat związana z „Piwnicą na Wójtowskiej” współpracowała z Teatrem Kamienica w Warszawie. Śpiewała we Francji, w Niemczech, Szwajcarii, w USA.
Stworzyła koncerty -spektakle:
"Dalida Pieśń miłości" ( 2017) , "Femmes,czyli kobiety" (2018) – premiery w Teatrze Kamienica w Warszawie  oraz "Edith Piaf i Oni- Aznavour, Montand, Moustaki..." ( 2023) z udziałem Chrisa Schittulli.
Jest współautorką scenariusza filmu poświęconego prof. Irenie Huml - Bacz pt. "Piękno zaklęte w przedmiotach".
Jest córką Ireny Huml i Andrzeja Bacza.

## Nagrody
- 1984: Festiwal Pieśni Leonarda Cohena w Krakowie – I nagroda (w duecie z Kubą Michalskim)
- 1989: Przegląd Piosenek Georges'a Brassensa w Poznaniu – wyróżnienie za interpretację i własny przekład
- 1990: Ogólnopolski Festiwal Piosenki Francuskiej w Lubinie – I nagroda w kategorii amatorów
- 1991: Ogólnopolski Festiwal Piosenki Francuskiej w Lubinie – II nagroda w kategorii profesjonalistów
- 1991: Festiwal Piosenki Francuskiej w Châteauroux – II nagroda za piosenki skomponowane przez Jerzego Kluzowicza do wiersza Paula Eluarda oraz własnego tekstu
- 2013: XXVII Festiwal Dni Georges’a Brassensa w Paryżu (Journées Georges Brassens) Nagroda Publiczności
- 2018:  francuski Order Sztuki i Literatury w randze Kawalera (Chevalier dans l'Ordre des Arts et des Lettres)  za promowanie kultury francuskiej w Polsce i wybitny wkład w zacieśnianie więzi między Polską i Francją.
- 2020 Grand Prix stowarzyszenia (i pisma) "Les Amis de Georges" za kobiecą interpretację twórczości Georges’a Brassensa dla zagranicznych wykonawczyń
- 2022: III nagroda w Plebiscycie Publiczności na najlepszą piosenkę premierową w koncercie "Premiery OPPA 2022" na Międzynarodowym Festiwalu  Bardów  OPPA 2022.

## Dyskografia

### Solowe
- Tête-à-tête (2006)
- Brassens Mon Amour (2009)
- Empatik (2013)
- Francuska chanson française (2014)
- Dalida pieśń miłości ( Dalida chant d'amour) (2017)
- Dalida pieśń miłości. Koncert w Polskim Radiu Lublin (2019)
- Femmes czyli kobiety (2019)
- Kocham świat. Justyna Bacz dzieciom ( 2021) wyd. SOLITON
- Zbiorowe:
- Świerkowa 1 (2009)
- Brassens Echos du monde  (2011)
- Wiatr z obcych stron  (2015)
- Brassens zaśpiewany(2015)
- Piwniczka pod szlafroczkiem (2018)